# Vvedenka (Odesa)
Vvedenka (en ucraniano: Введенка) es un pueblo ucraniano perteneciente al óblast de Odesa. Situado en el suroeste del país, es parte del raión de Bíljorod-Dnistrovski y del municipio (hromada) de Sarata.

## Toponimia
El nombre del asentamiento en otros idiomas de importancia en el asentamiento es también Vvedenka (en ruso: Введенка; en rumano: Vădeni). 

## Demografía
La evolución de la población de Vvedenka entre 1989 y 2022 fue la siguiente:
| 1227                                                          | 1015 |
| (Fuente: Cities & Towns of Ukraine y UKRAINE: Größere Städte) |      |

Según el censo de 2001, la lengua materna de la mayoría de los habitantes, el 91,53%, es el ruso; del 5,22%, el ucraniano; del 1,58%, el rumano; y el búlgaro, del 1,18%.